# NK Sloga Prud
NK Sloga je hrvatski bosanskohercegovački nogometni klub iz Pruda kod Odžaka.

## Povijest
Klub je osnovan 1936. godine. Isprve su morali unajmljivati njive i na njima praviti nogometna igrališta, jer nisu imali vlastito igralište ni prostorije tj.svlačionicu. Igrao je utakmice s klubovima iz općine Šamca i susjedne općine Orašja i Brčkog. Službeno se natjecala uglavnom u višim ligama Nogometnog saveza Brčko, tada jedan od osam nogometnih saveza u BiH.
Najveći uspjeh je osvajanje Kupa Zadrugara 1966. godine u Dvorovima kod Bijeljine. 1973./74. Sloga se plasirala u Zonsku ligu sjeveroistočne Bosne, što je bila 4. liga bivše Jugoslavije. Juniori Sloge su 1985. godine ostvarili povijesni uspjeh ulaskom u poluzavršnicu omladinskoga kupa Jugoslavije, gdje su ispali od mostarskog Veleža. 1999. godine plasirala se u Drugu ligu Herceg-Bosne gdje je igrala četiri sezone. Novi uspjeh ostvarila je sezone 2001./02. plasmanom u šesnaestinu finala kupa BiH, gdje su ispali od sarajevskog Željezničara.
U sezoni 2012./13. ispali su iz 1. županijske lige PŽ u koju su se plasirali osvajanjem 2. županijske lige u sezoni 2010./11. U sezoni 2023./24. osvajaju prvo mjesto u 1. županijskoj ligi i ostvaruju plasman u viši rang natjecanja.
Trenutačno se natječe u Drugoj ligi FBiH – Sjever.

## Nastupi u Kupu BiH
2002./03.
- šesnaestina finala: NK Sloga Prud – FK Željezničar Sarajevo (I) 1:7, 1:5

## Vanjske poveznice
- Postava Sloge iz Pruda Dresovi 1
- Postava Sloge iz Pruda Dresovi 2